# La Ciénega, Xochistlahuaca
La Ciénega är en ort i Mexiko.   Den ligger i kommunen Xochistlahuaca och delstaten Guerrero, i den sydöstra delen av landet, 300 km söder om huvudstaden Mexico City. La Ciénega ligger 471 meter över havet och antalet invånare är 282.
Terrängen runt La Ciénega är lite bergig. Runt La Ciénega är det ganska glesbefolkat, med 50 invånare per kvadratkilometer. Närmaste större samhälle är Tlacoachistlahuaca, 11,0 km väster om La Ciénega. Omgivningarna runt La Ciénega är en mosaik av jordbruksmark och naturlig växtlighet.